# Neoorthocaulis attenuatus
Neoorthocaulis attenuatus là một loài rêu trong họ Anastrophyllaceae. Loài này được Mart. L. Söderstr., De Roo, Hedd. & Mart. mô tả khoa học đầu tiên năm 2010.